# Número de Leyland
Em teoria dos números, um número de Leyland, nomeado em homenagem ao matemático Paul Leyland é um número da forma
onde x e y são números inteiros maiores que 1.
Os primeiros números de Leyland são
8, 17, 32, 54, 57, 100, 145, 177, 320, 368, 512, 593, 945, 1124 (sequência A076980 na OEIS).
A condição de x e y serem ambos maiores que 1 é importante, pois sem essa restrição todo número inteiro positivo seria um número de Leyland da forma {\displaystyle x^{1}+1^{x}}, que gera o sucessor do número x. Além disso, por conta da propriedade comutativa da adição para o anel dos números inteiros, a condição x ≥ y é usualmente adicionada para evitar uma dupla entrada do conjunto dos número de Leyland. (ou seja, 1 < y ≤ x). De forma mais rigorosa, seja {\displaystyle f(x,y)=x^{y}+y^{x}} uma função de duas variáveis que gera os números de Leyland. É claro que {\displaystyle f(x,y)=f(y,x)} e {\displaystyle f(x,1)=f(1,x)=x+1}, donde são naturais as restrições impostas. Além disso,

## Primos de Leyland
Um primo de Leyland é um número de Leyland que também é um número primo. Os primeiros são
17, 593, 32993, 2097593, 8589935681, 59604644783353249, 523347633027360537213687137, 43143988327398957279342419750374600193, ... (sequência A094133 na OEIS)
que correspondem a
32+23, 92+29, 152+215, 212+221, 332+233, 245+524, 563+356, 3215+1532.
Fixando o valor de y e considerando a sequência dos valoresx que geram primos de Leyland, por exemplo x2 + 2x , temos que este é primo para x = 3, 9, 15, 21, 33, 2007, 2127, 3759, ... ((sequência A064539 na OEIS)).
Em novembro de 2012, o maior número de Leyland comprovadamente primo era 51226753 + 67535122, com um total de 5050 dígitos (sendo curiosamente 5050 o centésimo número triangular). De janeiro a abril de 2011 foi o maior número primo cuja primalidade foi provada pelo método de primalidade da curva elíptica.  Em dezembro de 2012, foi provada a primalidade de  311063 + 633110 (5596 algarismos) e 86562929 + 29298656 (30008 algarismos). Há vários prováveis primos, como 3147389 + 9314738.

## Números de Leyland para subtração
Os números de Leyland para subtração são da forma
{\displaystyle x^{y}-y^{x}}
onde x e y são inteiros maiores do que 1.
Os números de Leyland para subtração primos são os números de Leyland para subtração que também são primos. Os primeiros termos são:
7, 17, 79, 431, 58049, 130783, 162287, 523927, 2486784401, 6102977801, 8375575711, 13055867207, 83695120256591, 375700268413577, 2251799813682647, ... (sequência A123206 na OEIS)
Para prováveis primos, veja .